# Hans-Ulrich Grapenthin

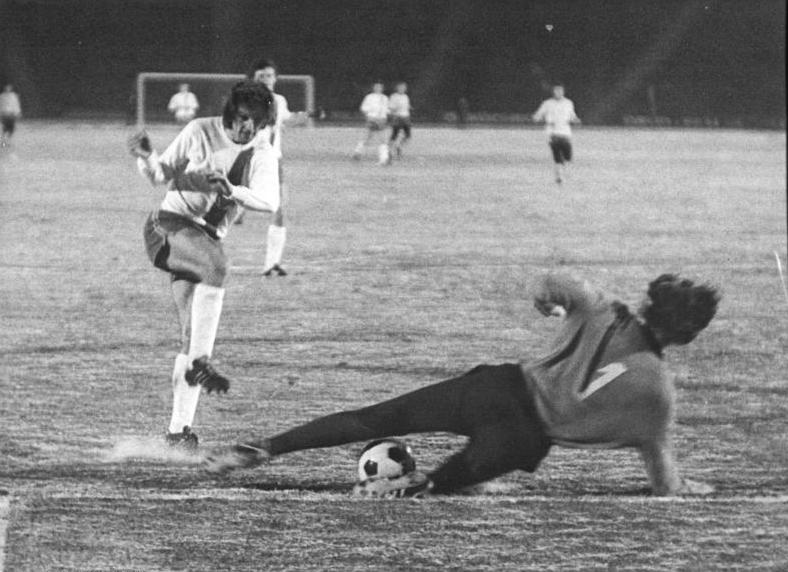
Grapenthin pariert gegen Rainer Lisiewicz beim Oberligaspiel 1975 gegen Lok Leipzig

Hans-Ulrich Grapenthin (* 2. September 1943 in Wolgast) ist ein ehemaliger deutscher Fußballspieler. Grapenthin, der wegen seiner norddeutschen Herkunft „Sprotte“ genannt wurde, war zwischen 1966 und 1985 in 308 Spielen der DDR-Oberliga Torwart beim FC Carl Zeiss Jena.

## Nationale Karriere
Hans-Ulrich Grapenthin, auch gelernter Maurer, kam vom drittklassigen Bezirksligisten BSG Motor Wolgast, wo er bereits in der Saison 1963/64 als 20-Jähriger neun Spiele in der zweitklassigen DDR-Liga als Schlussmann absolviert hatte, in die Universitätsstadt Jena. In seiner Anfangszeit beim FC Carl Zeiss war der 1,85 Meter große Grapenthin nur zweite Wahl und wurde meist nur in der Reservemannschaft eingesetzt. In den ersten sieben Jahren hütete er nur 33 Mal das Tor der Oberligamannschaft. Erst in der Saison 1974/75 konnte er sich gegen Wolfgang Blochwitz durchsetzen und bestritt alle 26 Saisonspiele. Vom 4. März 1978 bis 30. März 1985 stand Grapenthin ununterbrochen in 186 Oberligapunktspielen im Jenaer Gehäuse.
Der FDGB-Pokalsieg in der Spielzeit 1979/80 ist sein erster und einziger Titel als Stammtorhüter. Am 17. Mai 1980 bezwang Jena den Thüringer Erzrivalen FC Rot-Weiß Erfurt mit 3:1 nach Verlängerung. In den Jenaer Meisterjahren 1968 und 1970 war sein Beitrag mit nur drei Spielen gering und auch in den Pokalerfolgen 1972 und 1974 erhielt sein langjähriger Rivale im Verein, Wolfgang Blochwitz, in den Endspielen den Vorzug vom Jenaer Coach Hans Meyer.
In der Saison 1980/81 feierte Grapenthin seinen größten Erfolg im internationalen Vereinsfußball, als der FC Carl Zeiss auch durch überragende Leistungen seines Torhüters ins Finale des Europapokals der Pokalsieger einzog. Im Rheinstadion zu Düsseldorf verlor der DDR-Vertreter jedoch gegen Dinamo Tbilissi aus der Sowjetunion mit 1:2. In den Jahren 1980 und 1981 wurde Grapenthin zum Fußballer des Jahres in der DDR gewählt.
Im März 1985 löste ihn Perry Bräutigam im Tor des FC Carl Zeiss ab. Als er im gleichen Jahr seine leistungssportliche Laufbahn beendete, standen für ihn 412 Pflichtspiele für die 1. Mannschaft des FC Carl Zeiss Jena zu Buche – davon 308 in der Oberliga, 47 im FDGB-Pokal und 47 Europapokalspiele.

## Internationale Karriere
Nach zwei U-23-Länderspielen und einem Einsatz in der B-Nationalmannschaft bestritt Grapenthin sein erstes A-Länderspiel am 31. Juli 1975 in Ottawa beim 7:1-Sieg gegen Kanada. Bis zu seinem letzten Länderspiel am 10. Oktober 1981 stand er 21-mal im Tor der DDR-Nationalmannschaft. Die Niederlage beim Abschied gegen Polen (2:3) bedeutete gleichzeitig die Nichtqualifikation für die WM-Endrunde 1982 in Spanien.
Der Höhepunkt seiner Karriere im DDR-Trikot war der Gewinn der Goldmedaille mit der Fußballolympiaauswahl der DDR bei Olympia 1976 in Montréal. Als Nummer zwei hinter Jürgen Croy kam der Grapenthin im Turnierverlauf nur zu einem zehnminütigen Einsatz in der Viertelfinalpartie gegen Frankreich (4:0). Ungeachtet dessen wurde er für diesen Erfolg mit dem Vaterländischen Verdienstorden in Bronze ausgezeichnet.